# Lappföld (finn tartomány)
|  |  |

Lappföld tartomány (finnül: Lapin maakunta) Finnország egyik tartománya és egyben régiója is. Egy nagyobb földrajzi terület, a négy országba belelógó Lappföld része. Délről Oulu és Észak-Ostrobothnia tartományok határolják. További határai: a Botteni-öböl, Norrbotten megye Svédországban, Finnmark megye Norvégiában és a Murmanszki terület Oroszországban. A világ egy részén, többek között Nagy-Britanniában és Finnországban is ezt a területet tekintik Santa Claus hagyományos hazájának. Itt lakik Joulupukki, az igazi Télapó.
Lappföldön a finn lakosságnak csak 3,6%-a él, ez messze a legkisebb népsűrűségű része az országnak. Lappföld legnagyobb városai Rovaniemi (a tartomány fővárosa), Kemi és Tornio.

## Lappföld közigazgatása
Lappföld az alábbi 21 községre oszlik:
- Enontekiö
- Inari
- Kemi
- Kemijärvi
- Keminmaa
- Kittilä
- Kolari
- Muonio
- Pelkosenniemi
- Pello
- Posio
- Ranua
- Rovaniemi
- Salla
- Savukoski
- Simo
- Sodankylä
- Tervola
- Tornio
- Utsjoki
- Ylitornio